# Jenesano
Jenesano – miasto w Kolumbii, w departamencie Boyacá.